# Грабовский, Генрих Эмануэль
Генрих Эмануэль Грабовский (нем. Heinrich Emanuel Grabowski или пол. Henryk Emanuel Grabowski, 11 июля 1792 — 1 октября 1842) — немецкий ботаник и фармацевт польского происхождения.  

## Биография
Генрих Эмануэль Грабовский родился в городе Глубчице 11 июля 1792 года.
Он получил образование в качестве фармацевта, учился в аптеке в Ополе. С 1840 года Генрих Эмануэль жил в городе Бреслау (Вроцлав). Грабовский проводил исследования флоры Силезии.
Генрих Эмануэль Грабовский умер во Вроцлаве 1 октября 1842 года.

## Научная деятельность
Генрих Эмануэль Грабовский специализировался на семенных растениях.

## Публикации
- 1824. Enumeratio stirpium phanerogamarum, quae in Silesia sponte proveniunt. Vratislaviae, współautor: J.Ch. Günther i F. Wimmer.
- 1827. Flora Silesiae I. Vratislaviae, współautor F.Wimmer.
- 1829. Flora Silesiae II. Vratislaviae, współautor F.Wimmer.
- 1829. Flora Silesiae III. Vratislaviae, współautor F.Wimmer.
- 1836. Correspondenz über das häufige Vorkommen des Senecio vernalis in Schlesien. Flora 19.
- 1836. Nachträge zu dem systematischen Verzeichnis von Rohrer und Mayer. Ibid.
- 1840. Flora von Oberschlesien und dem Gesenke. Breslau.
- 1841. Über einige Arten der oberschlesischen Flora. Übers. Arb. Schl. Ges. vaterl. Kultur.
- 1842. Über Waldwolle, welche in Zuckmantel aus Kiefern-und Fichtennadeln gewonnen wird. Ibid.
- 1843. Flora von Oberschlesien and dem Gesenke, mit Beriicksichtigung der geognostischen. Boden- und Hehen-Verhiltnisse.

## Почести
В его честь были названы виды Homalomena grabowskii Engl., Rubus grabowskii Bab. и Rubus grabowskii Weihe.